# Рамзай (дворянский род)
Рамзай — баронский и дворянский род Российской империи, происходящий из Шотландии и известный с половины XIV века.

## Известные представители
Джон Рамзай (ум. 1649) переселился из Шотландии в Швецию, где получил дворянский индигенат.
Андерс-Эдуард Рамзай (1799—1877) был генерал-адъютантом, членом Государственного и Военного советов Российской империи, и получил в 1856 году баронский титул Великого княжества Финляндского. Его старший сын, Георгий, состоял с 1880 года начальником финских войск.
Род Рамзай внесён в дворянский матрикул Великого княжества Финляндского под № 17. 8 ноября 1857 года род был внесён в матрикул Рыцарского Дома Великого Княжества Финляндского, в число баронских родов, под № 40.

## Описание герба
Герб финляндских дворян Рамзай следующий: щит разделён горизонтально на две неравные части. В нижней, большей части, в серебряном поле орёл держит в клюве серебряное кольцо, а на груди имеет серебряный полумесяц рогами вверх. В верхней, меньшей части, в зелёном поле, золотыми буквами, девиз фамилии: ora et labora.
На гербе дворянские: шлем и корона, из коей выходит серебряный единорог, вправо обращённый. Намет чёрный, подложенный серебром. Герб держат два золотых грифа, стоящие на зелёных ветвях.